# Vladimir Screciu
Vladimir Ionuț Screciu (* 13. Januar 2000 in Corabia) ist ein rumänischer Fußballspieler. Er steht beim CS Universitatea Craiova unter Vertrag und spielt für die rumänische Nationalmannschaft.

## Karriere

### Verein
Screciu begann seine fußballerische Laufbahn in der Jugend von CSS Corabia. Anschließend wechselte er in die Nachwuchsabteilung von CS Universitatea Craiova, wo er in der Saison 2016/17 erstmals in den Profikader aufgenommen wurde. Sein Debüt in der Liga 1 gab er am 2. Oktober 2016 bei der 1:2-Auswärtsniederlage gegen Steaua Bukarest.
In der Saison 2017/18 gewann er mit Craiova die Cupa României und schloss sich im Sommer 2018 dem belgischen Erstligisten KRC Genk an. Aufgrund einer Verletzung und des darauffolgenden Trainingsrückstands kam er dort jedoch zu keinem Pflichtspieleinsatz.
Im Januar 2020 wurde Screciu bis zum Saisonende an den Zweitligisten Lommel SK verliehen, wo er in zwei Ligapartien zum Einsatz kam.
Zur Saison 2020/21 kehrte er zu CS Universitatea Craiova zurück. Mit dem Verein gewann er in dieser Spielzeit die Cupa României und im Jahr 2021 den rumänischen Superpokal.

### Nationalmannschaft
Screciu durchlief alle Jugendnationalmannschaften Rumäniens von der U15 bis zur U21.
Am 19. Juni 2023 debütierte er für die A-Nationalmannschaft beim 2:2-Unentschieden im Freundschaftsspiel gegen die Schweiz, in dem er in der Startelf stand und in der 84. Minute für Alexandru Cicâldău ausgewechselt wurde. In der anschließenden EM-Qualifikation 2024 kam er zu weiteren Einsätzen.